# Malla Silfverstolpe
Magdalena Sofia von Silfverstolpe, conosciuta anche come Malla Silfverstolpe, nata Magdalena Sofia Montgomery (Uusimaa, 8 febbraio 1782 – Uppsala, 17 gennaio 1861), è stata una scrittrice svedese.
La sua abitazione di Uppsala fu uno dei principali centri culturali della Svezia della prima metà dell'Ottocento, ritrovo di scrittori, compositori ed intellettuali. I suoi diari, pubblicati in quattro volumi tra il 1908 ed il 1911, offrono ancora oggi un pregevole spaccato delle vite di quanti componevano il suo circolo.

## Biografia
Il padre di Magdalena, Robert Montgomery, era un ufficiale dell'esercito francese presso il quale rimase in servizio dal 1754 al 1777 raggiungendo il grado di colonnello. Servendo nella contea di Nyland e Tavastehus, nell'attuale Finlandia, sposò Charlotte Rudbeck nel 1781, la quale morì nell'aprile 1782, due mesi dopo aver dato alla luce la figlia Magdalena. Montgomery fece ritorno in Svezia con la figlia nel 1783 e venne assunto alla corte di re Gustavo III. Nel 1789 venne condannato a morte dal supremo tribunale svedese per la sua partecipazione alla cospirazione di Anjala, ma la sentenza non venne eseguita ed egli rimase in prigione sino al suo rilascio nel 1793. La giovane Magdalena venne allevata dalla nonna materna a Edsberg durante il periodo di prigionia del padre.
"Malla" (come iniziò ad essere nota) sposò David Gudmund Silfverstolpe, un colonnello dell'esercito svedese impiegato nello staff generale, nel 1807; il matrimonio non fu felice. Suo marito soffriva frequentemente di "mjältsjuka"—una malattia che oggi si potrebbe diagnosticare come depressione. La coppia si spostò a Uppsala nel 1812 dove David morì nel 1819.
Nel 1820, Magdalena, ispirata dalla società parigina che la nuova famiglia regnante dei Bernadotte aveva fatto conoscere in Svezia, istituì presso la propria abitazione il primo salotto culturale, ogni venerdì sera. Accolse presso il suo salotto le principali figure della cultura svedese, della scienza, della letteratura ed in generale dell'alta società, oltre ovviamente ai più importanti visitatori esterni del paese. Tra questi ricordiamo Carl Jonas Love Almqvist, Per Daniel Amadeus Atterbom, Erik Gustaf Geijer, Anders Fredrik Skjöldebrand, Esaias Tegnér, Adolf Törneros, Johan Olof Wallin e Amalie von Imhoff. Il suo salotto, che perdurò per oltre due decenni, fu uno dei principali centri culturali della Svezia dell'epoca e contribuì la diffusione del romanticismo nel suo paese. Oltre al suo personale supporto a scrittori e poeti, Magdalena fu inoltre patrona di diversi compositori tra cui Per Ulrik Kernell e Adolf Fredrik Lindblad.
La vedova Silfverstolpe, che per tutta la sua vita tenne un diario, iniziò a scrivere le sue memorie nel 1822 su suggerimento di Kernell. Estratti di questi diari vennero pubblicati tra il 1908 ed il 1911 ed una seconda edizione venne pubblicata nel 1914. Queste memorie sono ricce di dettagli personali e storici sull'epoca e sulle persone che frequentavano il salotto culturale, pur trattando il tutto con grande tatto e famigliarità.
Numerosi furono i contemporanei a dedicarle poesie tra cui Atterbom, Geijer e Wallin. Il comune di Sollentuna le ha dedicato una via.